# Parila (Ridala)
Parila – wieś w Estonii, w prowincji Lääne, w gminie Ridala.